# 別列濟尼
50°17′39″N 25°24′47″E / 50.29417°N 25.41306°E
別列濟尼（烏克蘭語：Березини），是烏克蘭西北部的村莊，隸屬里夫內州的杜布諾區。該村始建於1800年，面積10.6平方公里，海拔高度214米，2001年人口297，人口密度每平方公里28.1人。